# 吴克敬
吴克敬（1954年—），中国作家，出生于陕西扶风，毕业于西北大学中文系。陕西省作协副主席，西安作协主席等职务。曾任职于《西安日报》《西安晚报》，2010年当选西安市作协主席。
2022年1月6日，吴克敬发表文章《扎在长发上的橡胶手套》痛批“因无卫生巾哭诉”女子：矫情，小姐做派！
女人家大姨妈来了，没有卫生巾是很难办，她可以苛责。不过，苛责的对象要找准，防疫工作人员那就是你自己了。你自己有没有卫生巾，什么时候用卫生巾，自己一点都不清楚吗？

而在紧要的时刻，还要苛责别人不能上门给你送！这就你的不对了，你把自己情状，与在疫情中的姚美珍、寇雅玲比一下好吗？那你可是要惊醒的呢，疫情当前，什么矫情，什么小姐作派，是没有用的，别人才不会惯着你，任由你大喊大叫！

## 主要作品

### 中短篇小说
- 《青海湖》
- 《欲望的绳子》
- 《五味十字》
- 《绣花枕头》
- 《草台班子》
- 《羞涩的火焰》
- 《先生姐》
- 《状元羊》
- 《手铐上的蓝花花》
- 《墙隔墙》
- 《烈士奶奶》
- 《痒》
- 《红颜》
- 《女人》
- 《初婚》

### 散文
- 《俗人故事》
- 《碑说》
- 《血色的花朵》
- 《后死碑》
- 《俗人散文》

## 所获奖项
曾荣获冰心散文奖、柳青文学奖、庄重文文学奖等奖项。2010年10月，其中，中篇小说《手铐上的蓝花花》获第五届鲁迅文学奖。

## 评价
1985年，《渭河五女》发表在《当代》第三期，在当时的文坛上引起了巨大的反响。吴克敬自己评价：“我在收获庄稼的时候收获了文学”。